# 와메이어
와메이어는 세네갈 동남부 지역에서 사용되는 니제르콩고어족의 한 언어이다. '와메이어'라는 명칭은 이 언어를 쓰는 사람들이 와메이어를 부를 때 쓰는 말이고, 주위의 다른 부족에는 '페울어'로 잘 알려져 있다. 이 언어를 쓰는 부족들은 원래 유목생활을 하여 세네갈과 기니 사이를 오갔으나, 근래에는 농사를 짓는 등 정착생활도 하고 있는 편이다. 이 언어를 쓰는 사람 중 총 16,700명이 세네갈에 거주하고 있으며, 5,270명 가량이 기니에 거주하고 있다. 덧붙여 이 언어를 쓰는 사람의 1% 미만 정도가 이 언어를 문자로 표기할 수 있다.

## 다른 이름
와메이어(Wamay, Wamei), 코니아기어(Konyagi), 코니아귀어(Coniagui), 콘하궤어(Conhague), 코니아귀어(Koniagui)